# Bram van Dijk
Abraham Dirk (Bram) van Dijk (Spijkenisse, 2 augustus 1901 – 29 oktober 1982) was een Nederlands politicus van de SDAP en later de PvdA.
Hij werd geboren als zoon van Theunis van Dijk (*1857; arbeider) en Maggeltje Maria van Luik (*1864). Hij was 18 toen hij lid werd van de SDAP en kwam in 1927 in de gemeenteraad van Spijkenisse. Na de gemeenteraadsverkiezingen van 1931 werd hij daar wethouder. Bij de verkiezingen van 1935 werd hij niet gekozen, maar vier jaar later lukte dat wel. Tijdens de Duitse bezetting was hij enige tijd in Kamp Vught geïnterneerd. Na de bevrijding kwam hij in de noodgemeenteraad van Spijkenisse en werd opnieuw wethouder. Bij de gemeenteraadsverkiezingen van 1946 kregen de socialisten bijna 44% van de stemmen in Spijkenisse waarop hij eerste wethouder werd. Burgemeester P.J. Keijzer vertrok in februari 1947 naar Papendrecht om daar burgemeester te worden, waarna Van Dijk als loco-burgemeester diens functie tijdelijk overnam. In mei van dat jaar werd hij burgemeester van Oude Tonge waar hij te maken kreeg met de Watersnoodramp van 1953. Er vielen in die gemeente ruim 300 doden; bijna tien procent van de toenmalige bevolking. Een jaar later volgde zijn benoeming tot burgemeester van Poortugaal. Van Dijk ging daar in september 1966 met pensioen en overleed in 1982 op 81-jarige leeftijd.